# Kabardini
Kabardinii reprezintă partea estică a poporului cerchez din Caucazul de nord (acum în Federația Rusă). Ei trăiesc în Republica Autonomă Kabardino-Balkaria din Caucazul de nord. Ceilalți cherchezi trăiesc în republicile Adîgheia, Abhazia, Karaciai-Cerchezia.
Cerchezii din aceste 4 republici numără aproape 1 milion de oameni și toți vorbesc aceași limba. Cerchezii din afara Caucazului trăiesc în multe alte tări (mai ales Turcia - unde se găsesc 5-7 miloane de cerchezi, țările arabe - 0.5 de milioane de cerchezi). Numărul total al cerchezilor din toate lumea ajunge la 8-10 miloane.
Limba cercheză face parte din familia limbilor caucaziene. Limbile caucaziene reprezintă o familie de limbi izolate care diferă de limbi indo-europene și turcice.